# Jacquemain Shabani
Jacquemain Shabani Lukoo Bihango, né le 12 février 1974 à Bruxelles, est un homme politique congolais. Originaire du Masisi dans la province du Nord-Kivu, il est vice-Premier ministre, ministre de l'Intérieur, de la Sécurité, de la Décentralisation et des Affaires coutumières de la République démocratique du Congo, poste auquel il est nommé dans le cadre du gouvernement Suminwa en juin 2024.

## Biographie

### Études
Il est le fils du professeur Célestin Shabani et de Marie-Claire Kalinda Nalweko. Jacquemain est marié à Norah Kamuanya Bukasa et père de trois enfants.
Après avoir obtenu son diplôme d'État, Jacquemain Shabani Lukoo Bihango poursuit ses études à l'université de Kinshasa, où il obtient en 2003 un diplôme en droit privé judiciaire. Après l'obtention de son diplôme, il est admis au barreau de Kinshasa-Matete, où il exerce en tant qu'avocat. Par la suite, il devient administrateur-gérant d'un cabinet d'avocats, où il s'illustre dans plusieurs procès notables, notamment en défendant des activistes des mouvements citoyens, contribuant ainsi à la protection des droits humains et à la promotion de la justice sociale en République démocratique du Congo.[réf. nécessaire]

### Carrière professionnelle
Jacquemain Shabani Lukoo Bihango a mené une carrière dans le domaine juridique et politique.

### Carrière politique
Jacquemain Shabani Lukoo Bihango a gravi les échelons au sein de l'Union pour la démocratie et le progrès social (UDPS). Il a commencé en tant que Président sectionnaire de l'université de Kinshasa de 1997 à 2003. Par la suite, il a occupé plusieurs postes de responsabilité au sein de l'UDPS, notamment Secrétaire national adjoint au département idéologie et formation politique de 2003 à 2006, et secrétaire national au département justice et droits humains de 2008 à 2011. En tant que secrétaire général du parti, il a joué un rôle clé dans l'organisation et la formation politique au sein de l'UDPS.

#### Président de la Commission électorale permanente
En mai 2018, Jacquemain Shabani prend la tête de la Commission électorale permanente (CEP) de l'UDPS. Son expérience électorale de 2011 lui vaut d'occuper des postes stratégiques au sein de la coalition Cap pour le changement (en) (CACH) et de la campagne électorale victorieuse de décembre 2023 avec la réélection de Félix Tshisekedi, dont il est le directeur de campagne.

#### Sénateur et Vice-Premier ministre
Engagé dans des actions philanthropiques à travers la fondation Bin Biteko, Jacquemain Shabani est élu sénateur du Nord-Kivu en mai 2024. Deux jours plus tard, il est nommé vice-Premier ministre, ministre de l'Intérieur, de la Sécurité, de la Décentralisation et des Affaires coutumières,,.
Jacquemain Shabani Lukoo Bihango est devenu le tout premier Vice-Premier ministre et ministre de l'Intérieur issu de la province du Nord-Kivu dans l’histoire de la république démocratique du Congo. Cette nomination est largement saluée par la communauté Hunde et d’autres leaders locaux, qui voient en lui un leader capable de contribuer significativement à la stimulation de l’action gouvernementale et à la résolution des défis sécuritaires du pays.